# Ашиль Муэбо
Ашиль Муэбо (фр. Achille Mouébo; род. 10 сентября 1971, Пуэнт-Нуар) — конголезский певец, композитор, автор, музыкальный продюсер. Поёт на французском языке и языке лингала.
Дебютировал как исполнитель собственных песен в 1990 году, опираясь на фольклорные традиции народности куни, живущей в конголезской провинции Ниари. В 1996 году начал концертировать по стране с собственной группой, в 2002 году выпустил в Камеруне первый альбом «Filiation».

## Дискография
- Filiation (2002)
- Vipère (2004)
- L’invité (2007)
- Onésime (2009)